# Vénétie julienne
 (décembre 2020).
Si vous disposez d'ouvrages ou d'articles de référence ou si vous connaissez des sites web de qualité traitant du thème abordé ici, merci de compléter l'article en donnant les références utiles à sa vérifiabilité et en les liant à la section « Notes et références ».

Les « Trois Vénéties » (Triveneto) de la période de l'Entre-deux-Guerres, la Vénétie julienne en vert.

La Vénétie julienne (en italien : Venezia Giulia ; en slovène et en croate : Julijska krajina) est une ancienne entité politique sur la Haute Adriatique située à l'emplacement actuel du Nord-Est de l'Italie, de l'Ouest de la Slovénie et du Nord-Ouest de la Croatie. Remontant au XIXe siècle, ce terme, après la Première Guerre mondiale, a été officiellement utilisé pour désigner la partie orientale du Triveneto. Dès 1947, les zones encore détenues par l'Italie font partie de la région du Frioul-Vénétie Julienne.

## Géographie
La zone était délimitée au nord par le massif des Alpes juliennes, à l'ouest par la vallée du fleuve Isonzo et le golfe de Trieste, à l'est par la région de Carniole, et au sud par la baie de Kvarner. Elle englobait toute la région vallonnée du Carso et la péninsule d'Istrie, ainsi que les îles de Cres, Lošinj, Unije, Susak, Ilovik et l'archipel de Brioni. Parmi les villes importantes de la région se trouvent de nos jours la ville italienne de Trieste, la ville slovène de Koper/Capodistria et les villes croates de Pula et de Rijeka.

## Étymologie
Le nom provient du massif montagneux des Alpes juliennes. Partie orientale de la région dénommée Triveneto en 1863 par Graziadio Isaia Ascoli, linguiste goritzien, celle-ci a aussi été dénommée « marche Julienne », le terme « marche » désignant le fait que la zone est à la limite entre plusieurs puissances.

## Histoire

### De 1918 à 1945
À la fin de la Première Guerre mondiale qui vit la défaite de l'Empire austro-hongrois, les traités de Saint-Germain-en-Laye et de Rapallo redessinèrent les frontières de l'Europe.
La région littorale de l'empire austro-hongrois fut démantelée et partagée entre les Italiens et l'État des Slovènes, Croates et Serbes. La ville de Trieste et le comté de Gorizia passèrent ainsi en Italie alors que l'île de Krk passa sous la tutelle du nouvel État slave. La ville de Rijeka devint l'État libre de Fiume. En 1924, l'état libre fut supprimé et partagé entre l'Italie (province du Carnaro) et le désormais Royaume des Serbes, Croates et Slovènes.
Dans les zones passées sous la coupe italienne, les Italiens ne vivaient que dans les villes du littoral (province de Zara) alors que la population de l'arrière pays était plutôt composée de Slaves qu'ils soient Croates ou Slovènes. Le régime fasciste italien qui arriva au pouvoir persécuta ces populations slaves et près de 100 000 d'entre eux fuirent vers le royaume voisin mais aussi vers l'Argentine. De nombreux italophones vivant dans le royaume slave firent le chemin inverse pour s'établir en Istrie et dans la région de Trieste. La politique fasciste tendait en effet à italianiser les populations locales. L'organisation anti-fasciste TIGR vit le jour en vue de combattre ces agissements et pour que la région soit annexée au royaume voisin qui deviendra après la Seconde Guerre mondiale la République fédérative socialiste de Yougoslavie. Durant la Seconde Guerre mondiale, le mouvement de résistance des Partisans yougoslaves s'implanta dans la région et, en 1945, la région fut conquise par les forces de Tito. De nombreux Italiens, slaves pro-italiens ou slaves anti-communistes furent massacrés lors des massacres des foibe par les communistes yougoslaves.

### Région contestée (1945-1947)
Entre 1945 et 1947, la région fut contestée par l'Italie et la Yougoslavie. C'est à ce moment que le terme marche Julienne fut adopté officiellement pour représenter la zone contestée. En juillet 1945, la zone fut divisée en deux zones administratives militaires. La première était gérée par l'armée yougoslave alors que l'autre était gérée par une force américano-anglaise. Cette seconde zone comportait les villes de Pula, Gorizia, Trieste, la vallée de l'Isonzo et le Carso. Les Italiens de la zone sous administration yougoslave commencèrent déjà à fuir à la suite de persécutions. Entre 1945 et 1954, on estime à environ 250 000 Italiens qui quittèrent cette région. Ce phénomène se nomme également « exode des Istriens ». En 1946, le président américain Harry S. Truman ordonna le renforcement des troupes américaines dans le Nord de l'Italie à la suite de la destruction d'un avion américain survolant la marche Julienne par les forces Yougoslaves.
Un accord sur les frontières fut obtenu lors du traité de Paris de 1947. La Yougoslavie obtint la zone à l'est de la ville de Gorizia ainsi que toute l'Istrie dont la ville de Rijeka sauf la ville de Trieste.
Aujourd'hui, la zone fait partie de la région italienne Frioul, du Littoral slovène et de l'Istrie croate.